# Bartolomeo Colleoni
Bartolomeo Colleoni (rođen u selu Solza pored Bergama, Lombardija, 1395. / 1400. – umro u dvorcu Malpaga u okolici Bergama 2. studenog 1475.) bio je poznati talijanski kondotjer.

## Životopis
Colleoni je rođen u selu Solza, u okolici Bergama (Lombardija). U Bergamu si je za života izgradio veličanstvenu grobnicu - Cappellu Colleoni, na zemlji koju je zaplijenio nakon što ga je odbila lokalna bratovština (Consiglio della Misericordia). Bio je iz plemićke obitelji, koju su Viscontiji protjerali s ostalim Gvelfima. Bartolomeov otac Paolo zaplijenio je dvorac Trezzo na prijevaru, te ga je silom zadržao sve dok ga nisu usmrtili rođaci, vjerojatno po nalogu milanskog vojvode Filippa Maria Viscontija.
Bartolomeo Colleoni ušao je u vojničku službu s 14 godina kod Filippa d'Arcellija, novog vladara Piacenze. Od 1424. bio je u jedinici kondotjera Jacopa Caldora, s kojim je ušao u plaćeničku službu kod kraljice Ivane II. Napuljske za koju se borio u Bitci kod Aquile 1424., protiv kondotjera Braccia da Montonea, kojeg su pobijedili i ubili. Istaknuo se u opsadi Bologne 1425., kao borac Caldore, kojeg je angažirao papa.
Od 1431. godine služi u jedinici kondotjera Francesca Bussonea poznatijim kao Carmagnola kojeg je angažirala Mletačka Republika Zajedno s Carmagnolom sudjeluje u neuspjelom napadu na Cremonu u rujnu 1431. koji potom pada u nemilost mletaka. Tada počinje politički pad Carmagnole, kojeg je mletački senat iduće godine osudio na smrt i javno pogubio u Veneciji (1432.) Colleoni je ptom stupio u izravnu službu Mletačke Republike, što se smatra krunom njegovog kondotjerskog života i vrhunac njegove karijere. Iako je kondotjer Gianfrancesco Gonzaga nominalno bio vrhovni zapovjednik, Colleoni je zapravo bio pravi vođa mletačke vojske. Uspio je ponovo zauzeti za Mletačku Republiku mnoge gradove i komune od Milana. Kada je kondotjer Gonzaga prebjegao neprijateljskoj vlasti Milana, Colleoni je nastavio služiti Mlečanima pod novim kondotjerom Erasmom da Narni (poznatijim kao Gattamelata) i Francescom Sforza, pobijedivši u bitkama kod Bresce, Verone, te kod Jezera Garda.
Nakon sklopljenog mira između Milanskog Vojvodstva i Mletačke Republike 1441., Colleoni je prebjegao u Milano, zajedno sa Sforzom 1443. godine. Ispočetka je dobro primljen, ali je ubrzo pao u nemilost i sumnje podozrivog Viscontija, te je zatvoren u Monzi, gdje je ostao zatočen sve do smrti vojvode Viscontija 1447. Vlast u Milanskom Vojvodstvu je tada prigrabio kontotjer Sforza, pod čijim je zapovjedništvom Colleoni bio dobar dio života, ali se 1448. godine ipak vraća u Veneciju. Ojađen što ga nisu izabrali za kapetana on je ponovo otišao Sforzi u Milano, ali je Mletačka Republika uvidjela da ne može njega, te mu ponudila da se vrati uz veća primanja. Vratio se u Veneciju 1455. i bio imenovan doživotnim kapetanom (Capitano generale) Mletačke Republike. Ipak je povremeno ratovao za svoj račun, kad je Venecija bila u miru, ali je ostao na raspolaganju Mletačkoj Republici kad god je zaratila, sve do svoje smrti.
Iako je često mijenjao strane, njemu nije pripisana niti jedna izdaja, a isto tako njegove jedinice nisu pljačkale krajeve kroz koja su prolazile, poput ostalih plačeničkih vojski. Kad nije ratovao Colleoni, se bavio unapređenjem zemljoradnje na velikim imanjima koje je dobio od Mletačke Republike, i karitativnim radom. Prije svoje smrti 1475. u dvorcu Malpaga, ostavio je veliku svotu novaca namijenjenog Veneciji za rat protiv Osmanskog carstva, uz zahtjev da mu Republika podigne konjanički spomenik ispred bazilike sv. Marka. Spomenik mu je izradio firentinski kipar Andreo Verrocchio ali nakon njegove smrti, mletačke su vlasti donijele odluku o nepostavljanju kipova po Trgu svetog Marka, te su lukavo zaključili da je najbolje rješenje smjestiti njegov spomenik ispred Scuole Grande di San Marco. To je također bio Trg sv. Marka, ali ne onaj koji je obećan Colleoniju.
Kao rezidenciju Colleoni je izabrao dvorac Malpaga, kojeg je kupio 1465. i kroz naredne godine obnovio.

## Zanimljivosti
Talijanska kraljevska mornarica Regia Marina izgradila je 1930. krstaricu klase Condottieri kojoj je dala ime "Bartolomeo Colleoni".

## Vanjske poveznice
- COLLEONI BARTOLOMEO - CONDOTTIERO  Arhivirana inačica izvorne stranice od 6. listopada 2011. (Wayback Machine) (tal.)